# レゾフ
アンダース・レゾフ（Anderz Wrethov、1979年4月11日 - ）は、スウェーデンのシンガーソングライター、音楽プロデューサー。

## 略歴
スウェーデン南部で生まれ育ち、7歳よりダイアナ・ロスとシュープリームスに影響を受けて、ギターを始める。数年後には、姉と共にピアノのレッスンを受ける傍ら、作曲を重ね、2002年、マルメにある音楽専門学校を卒業後、アーティストとして活動を開始する。
これまでにソングライターとして、サマンサ・フォックスやボビー・ファレル、ラッキー・トゥワイスなどのアーティストに楽曲を提供し、日本の音楽シーンでも、嵐の「One Love」や、テゴマスの「七夕祭り」、KAT-TUNの「CHANGE UR WORLD」、Leadの「Still」などの作曲・編曲でその名が知られている。
本国・スウェーデンでは2011年にアーティストとしてデビューし、「One Love, One Goal」など数々の曲をヒットさせており、2015年7月4日公開の映画『アベンジャーズ/エイジ・オブ・ウルトロン』の主題歌「In Memories」で、満を持して全世界デビューを果たした。
ユーロビジョン・ソング・コンテスト2025のスウェーデン代表曲『Bara bada bastu』のソングライターの1人であり、他にも多くの参加曲の作成に関わった。